# Alexandra Potter
Alexandra Potter (nascida em 1970) é uma autora britânica de comédias românticas.

## Biografia
Nascida em Bradford, Yorkshire, Inglaterra, Potter estudou na Universidade de Liverpool, onde se formou em Literatura Inglesa e Estudos de Cinema.
Em 1993, aos 23 anos, mudou-se para Londres para ser editora de uma revista de quebra-cabeças. No seu tempo livre, escreveu artigos para glossários britânicos como ELLE, Company, More! e Cosmopolitan . Cinco anos mais tarde mudou-se para a Austrália, onde trabalhou para a Australian Vogue e para a Cleo Magazine .
Em 1999, Potter começou a trabalhar no seu primeiro romance, What's New, Pussycat? Assinou um contrato com a agente literária Stephanie Cabot. Dias depois de entregar seu manuscrito finalizado, surgiu uma guerra de licitações entre vários editores. Potter acabou por assinar um contrato de dois livros, e o Pussycat foi publicado em abril de 2000.
Potter escreveu 11 romances. Os seus livros foram publicados no Reino Unido (incluindo na Commonwealth) e nos Estados Unidos, tendo sido traduzidos e vendidos em 21 territórios, incluindo a França, Alemanha, Holanda, Espanha, Grécia, Turquia, Polónia, Rússia, Bulgária, República Checa, Eslováquia, Indonésia, Brasil, Macedónia, Roménia, Eslovénia, China, Croácia e Sérvia. O seu romance Me and Mr. Darcy ganhou o prémio de Melhor Ficção Nova no Jane Austen Regency World Awards em maio de 2008.
Potter vendeu os direitos do filme para vários dos seus romances, incluindo The One I Don't Want e Calling Romeo .

## Trabalhos

### Romances
1. What's New, Pussycat? (2000)
2. Going La La (2001)
3. Calling Romeu (2002)
4. Do You Come Here Often? (2004)
5. Cuidado com o que você deseja (2006)
6. Me and Mr Darcy (2007)
7. Quem é essa garota? (2009)
8. Do You Come Here Often? (2010)
9. You're The One That I Don't Want (US: You're (Not) The One) (2010)
10. Don't You Forget About Me (2012)
11. The Love Detective (2014)
12. Love From Paris (2015)

### Antologias
1. No Strings Attached for Girl's Night Out (2001)
2. Me and Mr. Darcy Again por Jane Austen Made Me Do It (2011)